# Eudeilinia
Eudeilinia és un gènere de papallones nocturnes de la subfamília Drepaninae.

## Taxonomia
- Eudeilinia herminiata Guenée, 1857
- Eudeilinia luteifera Dyar, 1917